# Nörden & Jag
Nörden & Jag eller #NoJpod är ett poddradioprogram som startades i januari 2015 av manusförfattaren och dramaturgen Fabian Nordlander och Viktor Engberg. Konceptet är att de sätter sig ner i varje avsnitt och pratar om nördkultur i ett slags bildande syfte där Fabian försöker bilda Viktor i saker han tycker om men inte vet så mycket om. 2016 vann de Svenska podcastpriset i kategorin årets bästa tv- och filmpodd.

## Specialavsnitten
Utöver "vanliga" avsnitt görs det en hel del specialavsnitt. Dessa kan vara så kallade "DVD-kommentarer", upptagningar från framträdanden eller "Elseworlds". Begreppet Elseworlds kommer från DC Comics och är historier som existerar utanför den officiella kontinuiteten i serietidningar. I NoJpods fall innebär detta avsnitt som inte följer de vanliga avsnittslagarna. Här finns i stället utrymme för mer lösa diskussioner kring ämnen som annars inte fyller ett helt avsnitt. 

## Utmärkelser

### Svenska Podcastpriset
| År   | Kategori               | Röster | Placering | Vinnare               |
| ---- | ---------------------- | ------ | --------- | --------------------- |
| 2015 | Årets Nykomling        | 255    | 15e       | Bra snack             |
| 2015 | Årets Kultur/Nöje      | 211    | 8e        | Värvet                |
| 2015 | Sveriges Bästa podcast | 115    | 35e       | Alex & Sigges podcast |
| 2016 | Årets TV & film        | 1010   | Vinnare   | Nörden & Jag          |

## Historia
- Gäster i urval
  - Rikard Wolff - 7. Disney: En Wolff full av liv
  - Johan Wanloo - 8. Mirakulösa MARVEL & avsnitt 51: Episode LI - The Revenge of the Hubris
  - Evelin Molander - 10. Doctor WHO?
  - Petter Bristav - DVD-kommentaren: Die Another day
  - Rasmus Tirzitis - 51. Episode LI - The Revenge of the Hubris
  - Henrik Fexeus - ELSEWORLDS: Henrik Fexeus och De Förlorade
  - Aron Flam - ELSEWORLDS: Aron Flam och Apokalypsen
  - Sara Bergmark Elfgren - 66. Kultfilmer med Sara Bergmark Elfgren & 79. Topp Noirs: Noirvember del 3
  - Peter Dalle - 96. Dalle - En Kolossalt Genomtänkt Regissör

### Avsnitt[5]
- 1. DC vs. Marvel (17 januari 2015)
- 2. Att Gilla Godzilla (26 januari 2015)
- 3. Spider-Mans framtid och påssjuka (19 februari 2015)
- 4. Aliens och gravidrädslor (5 mars 2015)
- 5. Att tolka Tolkien (19 mars 2015)
- 6. Vem i helvete är Daredevil? (1 april 2015)
- 7. Disney - En Wolff full av liv! (6 april 2015)
- 8. Mirakulösa MARVEL (16 april 2015)
- 9. Batman v Ultron v Ove (28 april 2015)
- 10. Doctor WHO? (7 maj 2015)
- 11. Superskurkar och hajar (24 maj 2015)
- 12. JURASSIC POD (9 juni 2015)
- 13. Termynators (25 juni 2015)
- 14. Pixlar i PIXAR (8 juli 2015)
- 15. Filmmanus för dummies (15 juli 2015)
- 16. Holy Fantastic 4 Batman! (2 augusti 2015)
- 17. It's a pod, it's a plane, it's SUPERGIRL (21 augusti 2015)
- 18. Flash! A-aaaah (2 september 2015)
- 19. Underskattade filmer är överskattade (16 september 2015)
- 20. Filmmusik för själen (30 september 2015)
- 21. Tillbaka Till Nuet (14 oktober 2015)
- 22. Med Rätt Att Podda del 1 (27 oktober 2015)
- 23. Med Rätt Att Podda del 2 (29 oktober 2015)
- 24. Med Rätt Att Podda del 3 (12 november 2015)
- 25. Star Wars Pod Special del 1 (26 november 2015)
- 26. Star Wars Pod Special del 2 (10 december 2015)
- 27. Nördig Jul (24 december 2015)
- 28. Tarantino-Trubbel (20 januari 2016)
- 29. Deadpool - En kärlekshistoria (3 februari 2016)
- 30. Batman v Superman del 1 (17 februari 2016)
- 31. Batman v Superman del 2 (2 mars 2016)
- 32. Batman v Superman del 3 (16 mars 2016)
- 33. Batman v Superman RECENSION (30 mars 2016)
- 34. Captain American Werewolf (13 april 2016)
- 35. Je suis IRON MAN (27 april 2016)
- 36. X-Men med rojalister och nageltrång (11 maj 2016)
- 37. Warcraft - Warlords of Gandorf (26 mars 2016)
- 38. Antihjältar och Jan Guillou (9 juni 2016)
- 39. Invasionsfilmerna från ovan (23 juni 2016)
- 40. Semesterfilmer (7 juli 2016)
- 41. Jokern i leken (4 augusti 2016)
- 42. Pokémon GOlem (18 augusti 2016)
- 43. Blockbuster - Age of Google (31 augusti 2016)
- 44. Läskiga filmdjur och brummande björnar (14 september 2016)
- 45. Vild Vild Väst (29 september 2016)
- 46. Vem kollar Watchmen? (12 oktober 2016)
- 47. Doctor Strange Magic (26 oktober 2016)
- 48. The Reveal (9 november 2016)
- 49. HARRY POTTER och de två nihilisterna (23 november 2016)
- 50. Episode L - The Podcast Strikes Bad (7 december 2016)
- 51. Episode LI - The Revenge of the Hubris (22 december 2016)
- 52. TV-Spelfilmens GAME OVER (5 januari 2017)
- 53. The Musical (19 Januari 2017)
- 54. THE BATMAN (2 Februari 2017)
- 55. THE BAT MOVIES (16 Februari 2017)
- 56. Old man Wolverine (2 Mars 2017)
- 57. KING KONGa! (9 Mars 2017)
- 58. Skönheten & Jag (16 mars 2017)
- 59. Floppar på film (30 mars 2017)
- 60. Jönssonligan och den Odödliga Franchisen (13 april 2017)
- 61. Gudars Skymning (27 april 2017)
- 62. DAVID LYNCHad (11 maj 2017)
- 63. Prometheus-avsnittet (25 maj 2017)
- 64. Wonder Woman: Mirakelkvinnan (1 juni 2017)
- 65. Tom Cruise - ett Rymdäventyr (15 juni 2017)
- 66. Kultfilmer med Sara Bergmark Elfgren (22 juni 2017)
- 67. Guiden till Apornas Planet (6 juli 2017)
- 68. The Great War: Episode II - Attack of the Nazis (20 juli 2017)
- 69. trippelrecensionspodden! igen... (3 augusti 2017)
- 70. Musikvideons historia - Live från Way Out West (17 augusti 2017)
- 71. No Mr. Bond, I Expect You To Die! (31 augusti 2017)
- 72. DET är Stephen King (14 september 2017)
- 73. Blade Runners farliga dagar (28 september 2017)
- 74. Indiana jones & den förträngda barndomen  (13 oktober 2017)
- 75. Stanley Kubrick: A Film Odyssey (26 oktober 2017)
- 76. Film Noir: Noirvember del 1 (3 november 2017)
- 77. Neo-noir: Noirvember del 2 (9 november 2017)
- 78. Justice League: Retcon (16 november 2017)
- 79. Topp Noirs: Noirvember del 3 (23 november 2017)
- 80. Bat-Noir: Noirvember Final (30 november 2017)
- 81. Special Edition - A Star Wars Story (21 december 2017)
- 82. HOLLYWOOD - A Hollywood Story (26 januari 2018)
- 83. Inuti THE ROOM  (11 februari 2018)
- 84. Livet är en Melodifestival (8 mars 2018)
- 85. SPIELBERG - The Extra Terrestrial (26 april 2018)
- 86. Hämnarna & mysteriet med evighetshandsken (10 maj 2018)
- 87. Filmeffekter - Den riktiga magin (24 maj 2018)
- 88. The Lost Jurassic World (8 juni 2018)
- 89. Fotboll på Film (18 juni 2018)
- 90. In a World of Trailers (6 juli 2018)
- 91. Uppdrag: Omöjligt (26 juli, 2018)
- 92. The spy who spoofed me (16 augusti, 2018)
- 93. Politiska Thrillers & Trådtelefoner (30 augusti, 2018)
- 94. Man vs PREDATOR (13 september, 2018)
- 95. Vi Är Venom (11 oktober, 2018)
- 96. Dalle - En Kolossalt Genomtänkt Regissör (25 oktober 2018)
- 97. NOIRVEMBER '18 - Sin City (8 november 2018)
- 98. David Fincer - Ett Liv i Pixlar (22 november 2018)
- 99. Stan Lee - The man (6 december 2018)
- 100. Våra 10 favoritfilmer (10 januari 2019)
- 101. Aquaman: The Fish Whisperer (17 januari 2019)
- 102. BAMSE - Hur Man Gör En Film (24 januari 2019)
- 103. Film & Marknadsföring (7 februari 2019)
- 104. Produktplacering by NoJPod (14 februari 2019)
- 105. Sagan om Samlingen - Special Limited Edition (21 februari 2019)
- 106. Oscar Snubs (28 februari 2019)
- 107. Fan Wars (7 mars 2019)
- 108. Bat Casting (14 mars 2019)
- 109. Captain Shazam! (28 mars 2019)
- 110 Recension: Captain Marvel & Shazam (11 april 2019)
- 111. Vårens frågor 2019 (25 april 2019)
- 112. NOJPOD: Endgame (9 maj 2019)

### Specialavsnitt[5]
- Nörden & Jag SPECIAL: Live från Free Comic Book Day (2 maj 2015)
- Nörden & Jag SPECIAL: Jurassic World-recension (18 juni 2015)
- Nörden & Jag DVD-Kommentaren: Batman & Robin (15 juli 2017)
- Nörden & Jag DVD-Kommentaren: Jurassic Park /// (2 augusti 2015)
- Nörden & Jag DVD-Kommentaren: X-Men Origins: Wolverine (10 september 2015)
- Nörden & Jag DVD-Kommentaren: Green Lantern (24 september 2015)
- Nörden & Jag DVD-Kommentaren: Die Another Day (22 oktober 2015)
- Nörden & Jag DVD-Kommentaren: Star Wars Episod II (9 januari 2016)
- Nörden & Jag SPECIAL: The Force Awakens-recension (15 januari 2016)
- Nörden & Jag DVD-Kommentaren: Terminator 3: Rise of the Machines (12 april 2016)
- Nörden & Jag SPECIAL: Captain America Civil War-recension (5 maj 2016)
- Nörden & Jag DVD-Kommentaren: Transformers Revenge of the Fallen (21 juli 2016)
- SPECIAL: Suicide Squad-recension (17 augusti 2016)
- SPECIAL: BvS Revisited (25 augusti 2016)
- Nörden & Jag DVD-Kommentaren: Harry Potter and the Philosopher's Stone (16 november 2016)
- SPECIAL: The Q&A (1 december 2016)
- ELSEWORLDS: DVD-filmer och jäkelskap (25 Januari 2017)
- ELSEWORLDS: Batmania & Nickelback (9 Februari 2017)
- ELSEWORLDS: DVD-Kommentaren: Batman Returns (23 februari 2017)
- ELSEWORLDS: #trippelrecensionspodden (23 mars 2017)
- ELSEWORLDS: Henrik Fexeus och De Förlorade (6 april 2017)
- ELSEWORLDS: Filmcitat och Skönsång (21 april 2017)
- ELSEWORLDS: Aron Flam och Apokalypsen (4 maj 2017)
- ELSEWORLDS: Fantasyfloppar (18 maj 2017)
- ELSEWORLDS: Wonder Woman Recension (8 juni 2017)
- ELSEWORLDS: Sommarens frågor (8 september 2017)
- ELSEWORLDS: JL-Frågestund (7 december 2017)
- ELSEWORLDS: The Last Jedi (6 januari 2018)
- ELSEWORLDS: Svensexor & Gustav Vasa (1 Mars 2018)
- ELSEWORLDS: Bröllopsfilmer (17 april 2018)
- ELSEWORLDS: Vårens frågor (19 april 2018)